# Pokój z Aleppo

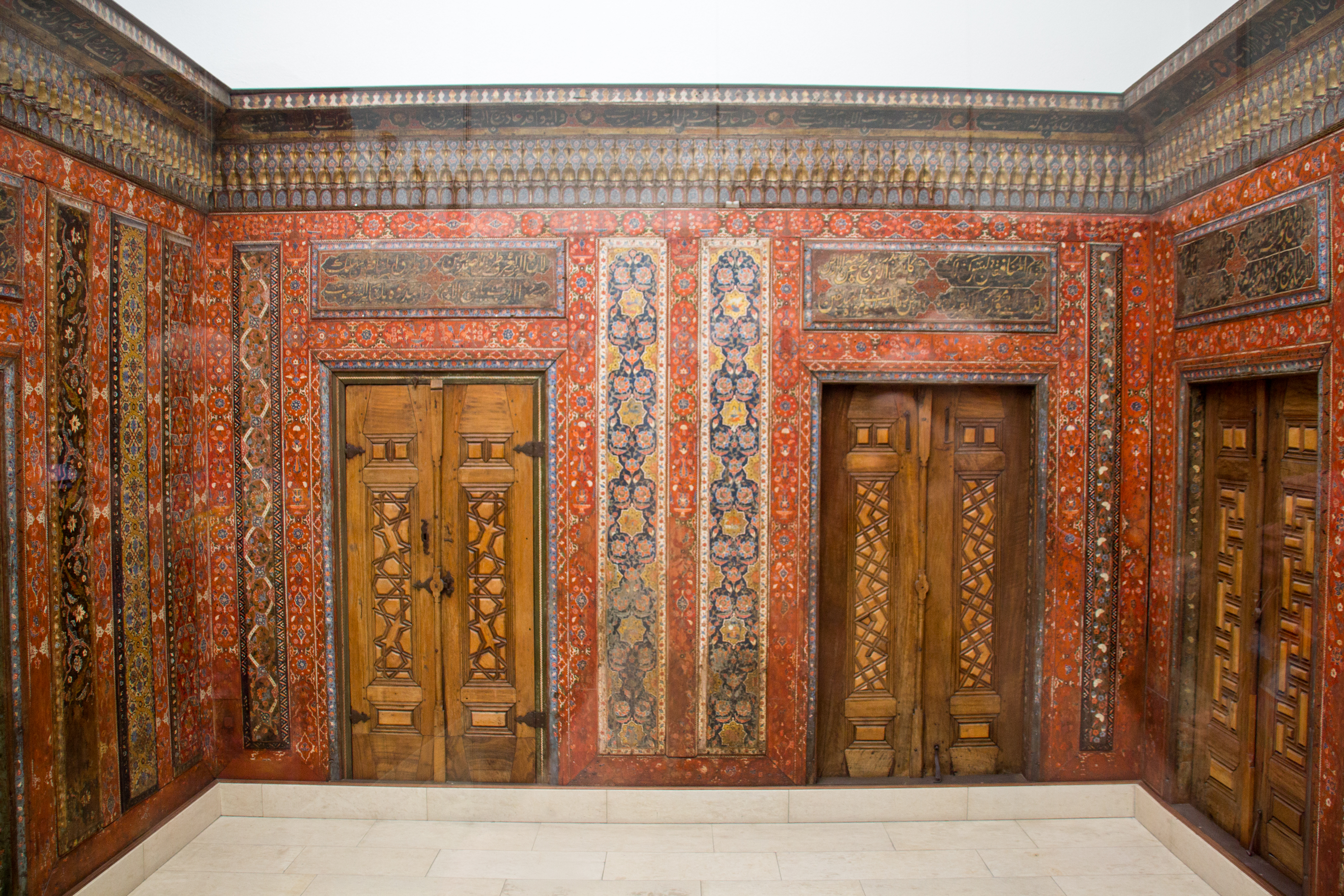
Pokój z Aleppo, fragment, Muzeum Sztuki Islamskiej

Pokój z Aleppo – bogato malowana drewniana boazeria ścienna, zdobiąca niegdyś pokój przyjęć tzw. Qa‘a w chrześcijańskim domu Wakil w Aleppo w Syrii. 
Obecnie znajduje się w zbiorach Muzeum Sztuki Islamskiej w Muzeum Pergamońskim na Wyspie Muzeów w Berlinie. Większość z zachowanych dotychczas podobnych wystrojów wnętrz pochodzi z XVIII i XIX w., pokój z Aleppo datowany jest na początek XVII wieku, co czyni go najstarszym znanym obiektem tego typu.

## Historia

### Dom Wakil
Pokój z Aleppo pochodzi z domu Wakil, który stoi do dziś w chrześcijańskiej dzielnicy al-Gudaida w syryjskim mieście Aleppo. 
Boazeria powstała na zamówienie chrześcijańskiego kupca Isy ibn Butrusa (pol. Jezusa, syna Piotra), o czym informuje inskrypcja na jednym z paneli. Butrus określony jest tam mianem simsara, czyli pośrednika zabiegającego o to, by kupcy znajdowali odbiorców na swój towar. W XVI–XVII w. Aleppo stanowiło centrum międzynarodowego handlu, a Butrus był jednym z wielu chrześcijańskich handlarzy w mieście.
Panele zdobiły pierwotnie ściany pokoju przyjęć tzw. Qa‘a, w którym podejmowano gości. Była to prostokątna sala przykryta kopułą. W środku znajdowała się wydzielona kwadratowa część (atabam), wyłożona barwnymi płytami z marmuru oraz trzy podwyższenia przeznaczone do siedzenia (tazar). Pośrodku biło małe źródełko, które do tej pory zachowało się w domu Wakil.

### Droga do muzeum

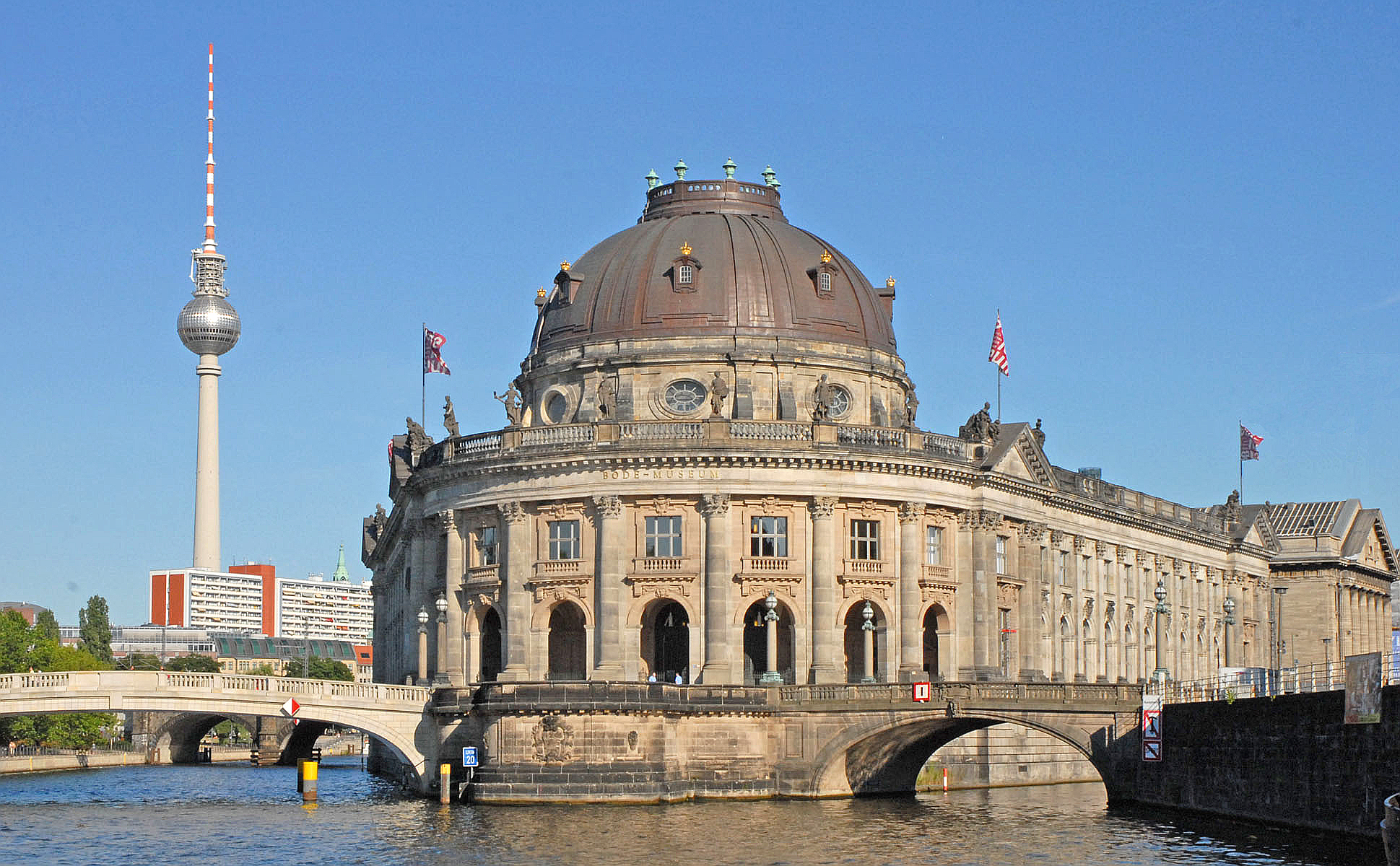
Muzeum im. Bodego w Berlinie

Kompletna boazeria Pokoju z Aleppo została zakupiona dla muzeum w 1912 roku przez Friedricha Sarrego, dyrektora wydziału sztuki islamskiej dawnego Muzeum Cesarza Fryderyka – obecnie Muzeum im. Bodego (niem. Bodemuseum).

## Opis
Drewniana boazeria ma 2,5 m wysokości i rozciąga się na przestrzeni 35 m. Wykonana jest z miękkiego drewna, najprawdopodobniej cedru, sosny z Aleppo lub pinii. Ma ściśle symetryczną budowę. Pokrywają ją malowidła inspirowane tematyką chrześcijaństwa i islamu. Często przedstawiane są sceny ze Starego Testamentu oraz motywy literackie, w tym fantastyczne. W boazerii wyróżnia się 14 drzwiczek wykonanych z drewna szlachetnego, najprawdopodobniej orzechowego, skrywających drzwi do innych pomieszczeń, okien i szaf. 

### Malowidła

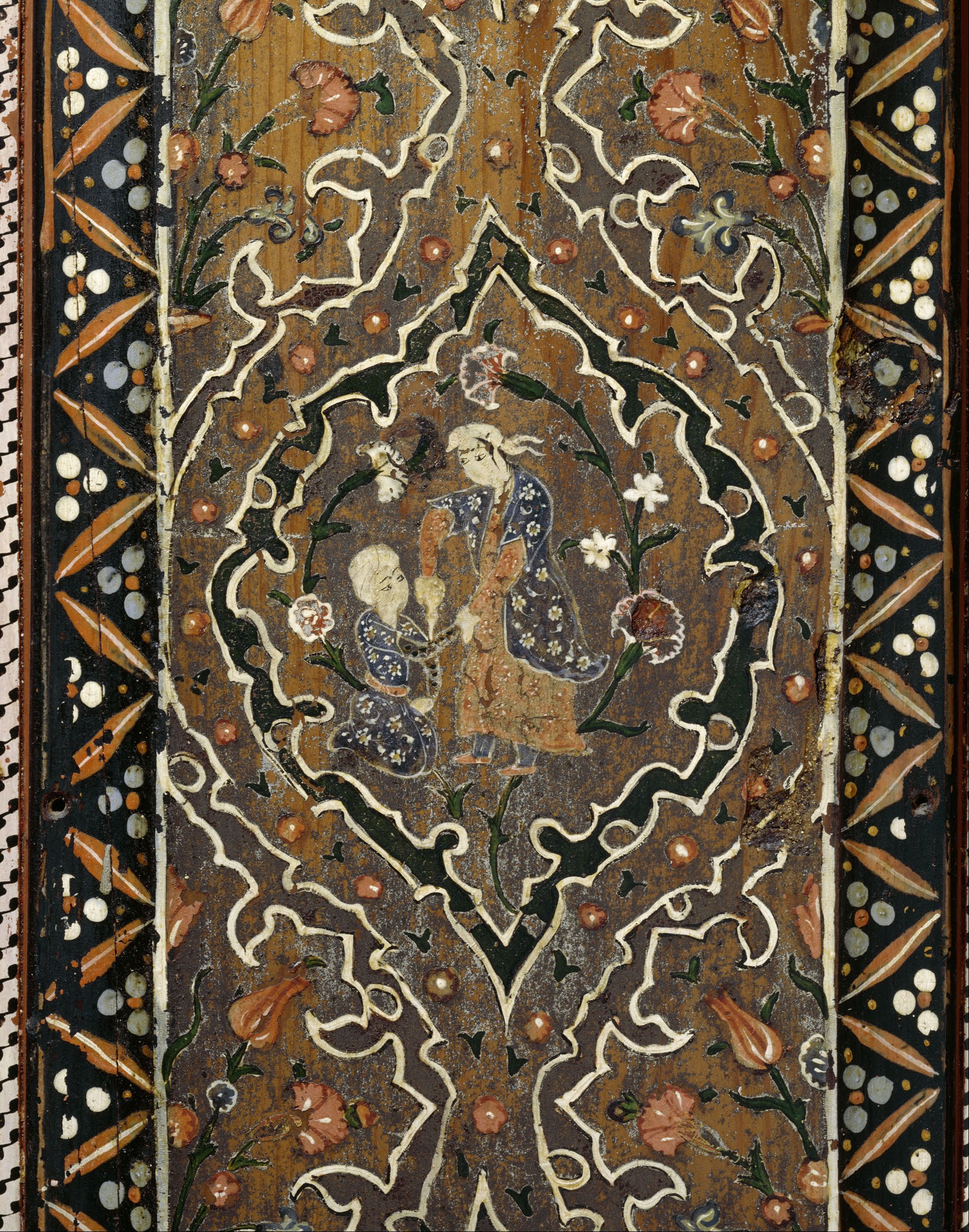
Pokój z Aleppo, detal

Najważniejsze malowidła wyszły spod pędzla artysty Halba Shaha ibn Isy, który najprawdopodobniej pochodził z Persji. Według badaczy za jego perskim pochodzeniem przemawia nie tylko charakterystyczny styl malarski, ale również błędy ortograficzne w zamieszczonych inskrypcjach arabskich. Część pomniejszych, prostszych elementów została wykonana przez asystentów.
Najważniejsze motywy chrześcijańskie przedstawiono w niszy głównej, po prawej stronie od wejścia. Ukazano tu Maryję z dzieciątkiem oraz sceny Ostatniej Wieczerzy, ofiarowania Izaaka i tańca Salome przed Herodem. Przedstawienia te nie nawiązują do sztuki chrześcijaństwa bizantyjskiego, lecz do ówczesnego stylu islamskiej sztuki miniatur malarskich i iluminatorstwa. 
Po lewej stronie od wejścia znajduje się panel przedstawiający sceny dworskie: władcę na tronie, myśliwego celującego z broni do leoparda oraz towarzystwo myśliwych z księciem trzymającym sokoła. Inny panel ukazuje historię pary kochanków Lajli i Madżnuna według Nizamiego (1141–1202).
W licznych medalionach umieszczono portrety magów, uczonych islamskich, świętych, a także wielu postaci zwierząt, również fantastycznych, m.in. ptaków, niedźwiedzi, wilków, jeleni. Szczególną ekspresją odznaczają się malowidła pawi, które zostały przedstawione pod kwitnącymi drzewami na czerwonym tle.
Malowidła figuratywne zdradzają inspirację sztuką perską. Natomiast bogata ornamentyka kwiatowa i geometryczna utrzymana jest w stylu turecko-osmańskim. Wiele z zastosowanych tu wzorów spotkać można na kaflach, ceramice i tkaninach z terenów Imperium osmańskiego.

### Inskrypcje
Panele pokryte są również inskrypcjami zawierającymi teksty psalmów, przysłów oraz wierszy. Poniżej kilka przykładów:

O domu, do którego pokoi zagląda poranek, pokazując białe zęby w uśmiechu! Ile dni byłem w tych pokojach szczęśliwy, poświęcając się nauce i sztuce konwersacji. Moja prawica była wtedy bezpieczna przed zrządzeniami losu. W lewej ręce trzymałem sok winogronowy, schłodzony przez północny wiatr.

Bóg jest z hojnymi. Ten zbiera hojność, kto jest hojny.

Uleczenie serca to spotkanie z ukochanym.

Użalanie się nad sobą jest oznaką słabego ducha.